# Saïd Hamulić
Saïd Hamulić (en bosnio: Said Hamulić; Leiderdorp, Países Bajos, 12 de noviembre de 2000) es un futbolista bosnio que juega como delantero en el Volos F. C. de la Superliga de Grecia.

## Trayectoria
Antes de la temporada 2021 firmó por el equipo lituano DFK Dainava después de haber sido contactado por el Airbus UK Broughton F. C. y de haber estado a prueba en equipos como el Huddersfield Town A. F. C. del EFL Championship y el S. C. Braga de la Primeira Liga.
Antes de la segunda mitad de la temporada 2021-22, se marchó cedido al PFC Botev Plovdiv. A principios de 2022, volvió a marcharse cedido, esta vez al FK Sūduva.
El 12 de julio de 2022 se incorporó al Stal Mielec de la Ekstraklasa, firmando un contrato de dos años con opción de prórroga. Cuatro días después, debutó en la Ekstraklasa, siendo suplente en la victoria a domicilio por 0-2 contra el Lech Poznań.

## Selección nacional
Es elegible para representar internacionalmente tanto a los Países Bajos como a Bosnia y Herzegovina.

## Vida personal
Tiene la nacionalidad neerlandesa y bosnia. Sus padres son de Bosnia y Herzegovina, ya que su padre es de Cazin y su madre de Bosanska Krupa.

## Estadísticas

### Clubes
Actualizado al último partido disputado el 21 de mayo de 2023.
| Club                            | Div.          | Temporada     | Liga  | Liga  | Copas nacionales | Copas nacionales | Copas internacionales | Copas internacionales | Total | Total |
| Club                            | Div.          | Temporada     | Part. | Goles | Part.            | Goles            | Part.                 | Goles                 | Part. | Goles |
| ------------------------------- | ------------- | ------------- | ----- | ----- | ---------------- | ---------------- | --------------------- | --------------------- | ----- | ----- |
| DFK Dainava · Lituania          | 2.ª           | 2020-21       | 36    | 16    | 2                | 0                | ―                     | ―                     | 38    | 16    |
| DFK Dainava · Lituania          | Total club    | Total club    | 36    | 16    | 2                | 0                | 0                     | 0                     | 38    | 16    |
| PFC Botev Plovdiv Bulgaria      | 1.ª           | 2021-22       | 1     | 0     | 0                | 0                | ―                     | ―                     | 1     | 0     |
| PFC Botev Plovdiv Bulgaria      | Total club    | Total club    | 1     | 0     | 0                | 0                | 0                     | 0                     | 1     | 0     |
| FK Sūduva · Lituania            | 1.ª           | 2021-22       | 13    | 6     | 1                | 1                | ―                     | ―                     | 14    | 7     |
| FK Sūduva · Lituania            | Total club    | Total club    | 13    | 6     | 1                | 1                | 0                     | 0                     | 14    | 7     |
| Stal Mielec · Polonia           | 1.ª           | 2022-23       | 17    | 9     | 2                | 0                | ―                     | ―                     | 19    | 9     |
| Stal Mielec · Polonia           | Total club    | Total club    | 17    | 9     | 2                | 0                | 0                     | 0                     | 19    | 9     |
| Toulouse F. C. Francia          | 1.ª           | 2022-23       | 6     | 0     | 3                | 0                | ―                     | ―                     | 9     | 0     |
| Toulouse F. C. Francia          | Total club    | Total club    | 6     | 0     | 3                | 0                | 0                     | 0                     | 9     | 0     |
| S. B. V. Vitesse · Países Bajos | 1.ª           | 2023-24       | 0     | 0     | 0                | 0                | ―                     | ―                     | 0     | 0     |
| S. B. V. Vitesse · Países Bajos | Total club    | Total club    | 0     | 0     | 0                | 0                | 0                     | 0                     | 0     | 0     |
| Total carrera                   | Total carrera | Total carrera | 73    | 31    | 8                | 1                | 0                     | 0                     | 81    | 32    |

## Palmarés

### Títulos nacionales
| Título          | Club           | País    | Año  |
| --------------- | -------------- | ------- | ---- |
| Copa de Francia | Toulouse F. C. | Francia | 2023 |